# Giriwondo
Giriwondo is een bestuurslaag in het regentschap Karanganyar van de provincie Midden-Java, Indonesië. Giriwondo telt 2418 inwoners (volkstelling 2010).